# Friderik III. Danski
Friderik III., danski in norveški kralj, vojvoda Schleswiga, administrator v cerkvenih kneževinah Bremen in Verden, * 18. marec 1609 , Haderslev, † 9. februar 1670, Kopenhagen.
Friderik III. je bil kot drugi sin danske kraljeve družine sprva administrator v sekulariziranih cerkvenih kneževinah Bremen in Verden. Prestolonaslednik je postal, ko je leto pred očetom umrl njegov starejši brat. Kot kralj je v strahu pred militantnim švedskim kraljem Karlom X. Gustavom prvi napadel, a bil strahovito poražen. Danska kraljevina je lahko obstala le zaradi posredovanja Anglije in Francije. Štiri mesece kasneje, ko je Karel ponovno napadel, je s svojim zgledom vzpodbudil meščane Kopenhagna k požrtvovalni obrambi mesta in drugo vojno proti Švedski s pomočjo nizozemskih zaveznikov dobil. Tako pridobljeno popularnost je izkoristil za spremembo statusa monarhije iz volilne v absolutistično dedno monarhijo, ki je trajala do leta 1848.

## Mladost
Friderik III. je bil drugi sin danskega in norveškega kralja Kristijana IV. in njegove žene Ane Katarine, hčerke brandenburškega volilnega kneza Joahima Friderika. Rojen je bil in rasel je v vojvodini Schleswig. Šolal se je na danski Sorø Academy, na Nizozemskem in v Franciji. Kazal je zanimanje za teologijo, naravoslovje in skandinavsko zgodovino. Po značaju je bil zadržan in zmeren, redko se je smejal in malo govoril, bil je pravo nasprotje očeta.

## Prve službe
Kot drugemu sinu mu je oče leta 1623 priskrbel službo ko-administratorja v sekularizirani knežji nadškofiji Bremen in administratorja v knežji škofiji Verden (1623–29 in ponovno 1634–44); kasneje je bil administrator tudi v nadškofiji Bremen (1635–45). Tako se je že v mladosti izuril v upravljanju. Osemnajstletnega so postavili za poveljnika bremenske trdnjave Stade.
Leta 1643 se je poročil z energično in ambiciozno Zofijo Amalijo, hčerko braunschweiško-calenberškega vojvode Jurija. Friderik je bil navdušen zbiralec knjig in njegova zbirka je postala osnova kopenhagenske kraljeve knjižnice.
Med Torstensonovo vojno (1643–45) je izgubil svoje posesti v cesarstvu. Oče ga je postavil za poveljnika kraljevih čet v vojvodinah Schleswig in Holstein. Njegovo poveljevanje ni bilo uspešno, v glavnem zaradi sporov z glavnim poveljnikom danske vojske (Earl-Marshal Anders Bille). To je bil Friderikov prvi spor z danskim plemstvom, ki je odtlej gledalo nanj z velikim nezaupanjem.

## Izvolitev za kralja
Leta 1647 je umrl njegov starejši brat, prestolonaslednik Kristijan. S tem se je Frideriku odprla možnost, da zasede danski in norveški prestol.
Po smrti očeta, februarja 1648, je prišlo do dolgih posvetovanj med danskimi stanovi in kraljevim svetom (riksråd), ki sta ga obvladovala Frideriku sovražna svaka Corfitz Ulfeldt and Hannibal Sehested (moža Friderikovih polsester iz očetovega drugega zakona), dokler ga končno niso sprejeli za novega kralja. A je pred kronanjem moral stanovom podpisati listino haandfæstning, ki je še bolj kot prej omejevala kraljeve pristojnosti v korist riksråda.
Tako je v prvih letih Friderikovega kraljevanja v glavnem vladal riksråd. A je Friderik uveljavljal več dejanske oblasti, kot mu jo je haandfæstning dovoljeval in leta 1651 vendarle uspel oddaljiti od oblasti oba polbrata. Ulfeldt se je umaknil na Švedsko, Sehested pa je leta 1660 spet dobil kraljevo zaupanje.

## Poraz v prvi vojni proti Švedom
Ko je leta junija 1654 prišel na švedski prestol militantni Karel X. Gustav, je Friderika zaskrbelo za varnost danskega kraljestva. Nekoliko se je oddahnil, ko je Karel julija 1655 napadel Poljsko. A nevarnost za Dansko ni minila. V odsotnosti švedske vojske je videl priložnost, da sam napade Švedsko. Prepričal je riksråd, da je privolil v znatna sredstva za množično vojaško mobilizacijo. Danska je tako 23. aprila 1657 napadla švedske posesti v Nemčiji (cerkveni kneževini Bremen in Verden, ki ju je Švedska dobila z vestfalskim mirom) in 5. junija Švedski tudi formalno napovedala vojno. A to se je pokazalo kot velika napako. Karel je opustil vojskovanje na Poljskem in napotil svoje čete proti severozahodu. Zavzel je Bremen, Verden in Jutlandijo. Pozimi je v hudem mrazu z vojsko prečkal zamrznjeno Baltsko morje, da bi zasedel tudi danske otoke. Učinek tega neverjetnega vojaškega podviga je bil za Dance uničujoč. Friderik je takoj zaprosil za mir. Na angleško in francosko prigovarjanje se je Karel nazadnje odpovedal popolnemu uničenju danske monarhije in se zadovoljil z njenim zmanjšanjem. Friderik je marca 1658 v Roskildu podpisal mirovno pogodbo, s katero se je moral odpovedati skoraj tretjini danskih ozemelj (provincam Blekinge, Bornholm, Bohuslän/Båhuslen, Skanija/Skåne, Trøndelag in trajno Halland). Med določili premirja sta bili tudi zahtevi, da se Danska odpoveduje vsem proti-švedskim zavezništvom in da mora njena vojska s švedsko sodelovati v vseh švedskih vojnah. S tem je postala Danska praktično švedski vazal.
Kočljiv položaj je skušal Friderik razrahljati tako, da je izrazil željo, da bi rad osebno spoznal zmagovalca. Karel je pristal na povabilo. Friderik ga je tri dni gostil v svoji palači Frederiksborg. Banketi so trajali dolgo v noč in zaupni pogovori med kraljema so obetali mir v bodočnosti.

## Ubranitev Kopenhagna in zmaga nad Švedsko
A Karlu je očitno postalo žal, da ni dokončal začetega posla. 17. julija 1658 je njegova vojska nepričakovano in brez povoda pristala pri Korsørju na zahodni obali Zelandije. Česa takega nihče ni pričakoval in Kopenhagen je bil slabo utrjen. Svetovalci so Frideriku predlagali, naj zbeži iz mesta, a jim je odgovoril »Umrl bom v svojem gnezdu« (»Jeg vil dø i min rede«). To je vzpodbudilo vse sloje prebivalstva v mestu, da so se z vsemi silami lotili utrjevanja in oboroževanja mesta. V treh tednih so, do prihoda švedske vojske, pod vodstvom kralja in župana uspeli popraviti vse slabosti v obzidju in povečati posadko od 2.000 na 7.000 mož.
Švedski kralj, ki je pričakoval, da bo mesto zavzel z naskokom, se je lotil obleganja, ki pa ga je moral prekiniti, ko je Dancem prišla na pomoč nizozemska mornarica in 29. oktobra v bitki severno od Kopenhagna premagala švedsko mornarico in tako oblegovalcem prekinila oskrbovanje. Nizozemci so Dancem pomagali osvoboditi še ostale danske otoke. Mir v Kopenhagnu (maja 1660, že po smrti Karla X. Gustava) je potrdil pripadnost provinc Skanija, Halland in Blekinge Švedski, medtem ko sta bila otok Bornholm in deli Schleswiga vrnjeni Danski in provinca Trøndelag Norveški.
Kralju je odločna obramba mesta in dejstvo, da v stiski ni zapustil svojega naroda, prinesla veliko naklonjenost prebivalstva, kar je kasneje spretno uporabil pri utrditvi svoje oblasti. Močno se je tudi povezal z županom, bogatim trgovcem Hansom Nansenom, ki je pred obleganjem veliko prispeval za oborožitev mesta.

## Pot do absolutistične dedne monarhije
Dve vojni v manj kot treh letih so državo pripeljale na rob bankrota. Kralj je septembra 1660 razglasil izredno stanje. Sestali so se predstavniki treh stanov, da bi razpravljali o finančnih težavah in davkih. Plemiški stan je zastopal riksråd, duhovništvo škof Zelandije Hans Svane  in meščane župan Hans Nansen. Člani riksråda niso hoteli slišati o odpravi tradicionalne plemiške pravice, neplačevanja davkov, kar sta druga dva stanova zahtevala. V dogovoru s kraljem je zato dolgoletni župan Nansen v čustvenem govoru državljanom predlagal revolucionarno prestrukturiranje danske države, s katerim bi odpravili haandfæstning (listino o zmanjšanju kraljeve oblasti na račun riksråda), vpeljali dedno monarhijo in odpravili plemiške privilegije, kot so oprostitev davkov in podeljevanja zemljišč. Plemiči so protestirali, kralj pa je podprl druga dva stanova, ustanovil novo vladno telo imenovano »združeni stanovi« in na njegovo čelo postavil škofa Hansa Svana. Združeni stanovi so se sestali v škofovski palači; škof je podal svoj predlog z motom »enake pravice za vse, proste roke za kralja«. Plemiči so tudi ta predlog zavrnili. 20. oktobra je kralj seznanil javnost, da namerava brez mnenja riksråda sprejeti škofov predlog. V Kopenhagnu je vpeljal vojno stanje in poostril vojaški nadzor na podeželju. Riksråd, že ves čas med ljudstvom zelo nepriljubljen, si ni upal vztrajati in je popustil. Tri dni kasneje so predstavniki združenih stanov in delegati riksråda uradno ponudili Frideriku in njegovim naslednikom dedni prestol. Ustanovljena je bila komisija, v kateri so bili le maloštevilni plemiči, da pripravi nove »ustavne« odredbe. Kralju so slavnostno vrnili listino haandfæstning.
Kralj je v zahvalo za sodelovanje v preobratu, ki je na Danskem pripeljal do uvedbe absolutizma, Hansa Svana povzdignil v nadškofa, ki je s tem postal edini danski nadškof vseh časov. Hans Nansen se je umaknil iz politike in se v glavnem posvečal svojim trgovskim poslom.

## Zadnja leta
V naslednjih letih je država okrevala od vojne. Monarhija je dobivala novo podobo. V vlado so prišli novi ljudje, ki jih je zaznamovalo rivalstvo med ministri in svetovalci, kot sta bila Friderikov svak Hannibal Sehested in Friderikov osebni sekretar Kristoffer Gabel. Friderik se je osredotočal na prenos upravne strukture s kanclerske pisarne na področne kolegije; osnova upravne delitve so namesto fevdov postali grofovski uradi. Leta 1665 so vpeljali temeljni zakon danske absolutne monarhije (kongeloven, latinsko lex regia), ki je bil v Evropi prvo uveljavljanje božanske pravice kraljev, podprto s pisnim zakonom. Zakon je dobesedno pooblastil kralja, da odpravi vse druge centre moči: «Od tega dne naprej bodo monarha vsi njegovi podložniki spoštovali in ga imeli za najpopolnejšo in najvišjo osebo na zemlji, ki stoji nad vsemi človeškimi zakoni in nima sodnika nad svojo osebo niti v duhovnih niti v posvetnih zadevah, razen Boga samega«. Najpomembnejša je bila ukinitev kraljevega sveta. Danska je bila odtlej absolutistična dedna monarhija.

## Družina
Friderik se je poročil leta 1643 z Zofijo Amalijo (1628–1685), hčerko Jurija, vojvode Braunschwig-Calenberg, ki mu je rodila osem otrok:
- Kristijan V. (1646–1699), danski kralj
- Ana Zofija (1647–1717) ⚭ 1666 saški volilni knez Ivan Jurij III.
- Friderika Amalija (1649–1704) ⚭ 1667 Kristijan Albert, vojvoda Schleswig-Holstein-Gottorf
- Vilhemina Ernestina (1650–1706) ⚭ 1671 pfalški volilni knez Karel II.
- Friderik (1651–1652)
- Jurij (1653–1708) ⚭ 1683 britanska kraljica Ana
- Ulrika Eleonora (1656–1693) ⚭ 1680 švedski kralj Karel XI.
- Dorotea (1657–1658)